# Бехати Принслу
Бехати Принслу (енгл. Behati Prinsloo; Груфонтејн, 16. мај 1989) намибијска је манекенка.